# Maître des Heures Collins
Le Maître des Heures Collins est un enlumineur exerçant à Amiens entre 1430 et 1450. Le nom qui lui a été donné provient d'un manuscrit possédé par le collectionneur Philip S. Collins avant qu'il n'en fasse don au Philadelphia Museum of Art.

## Éléments biographiques

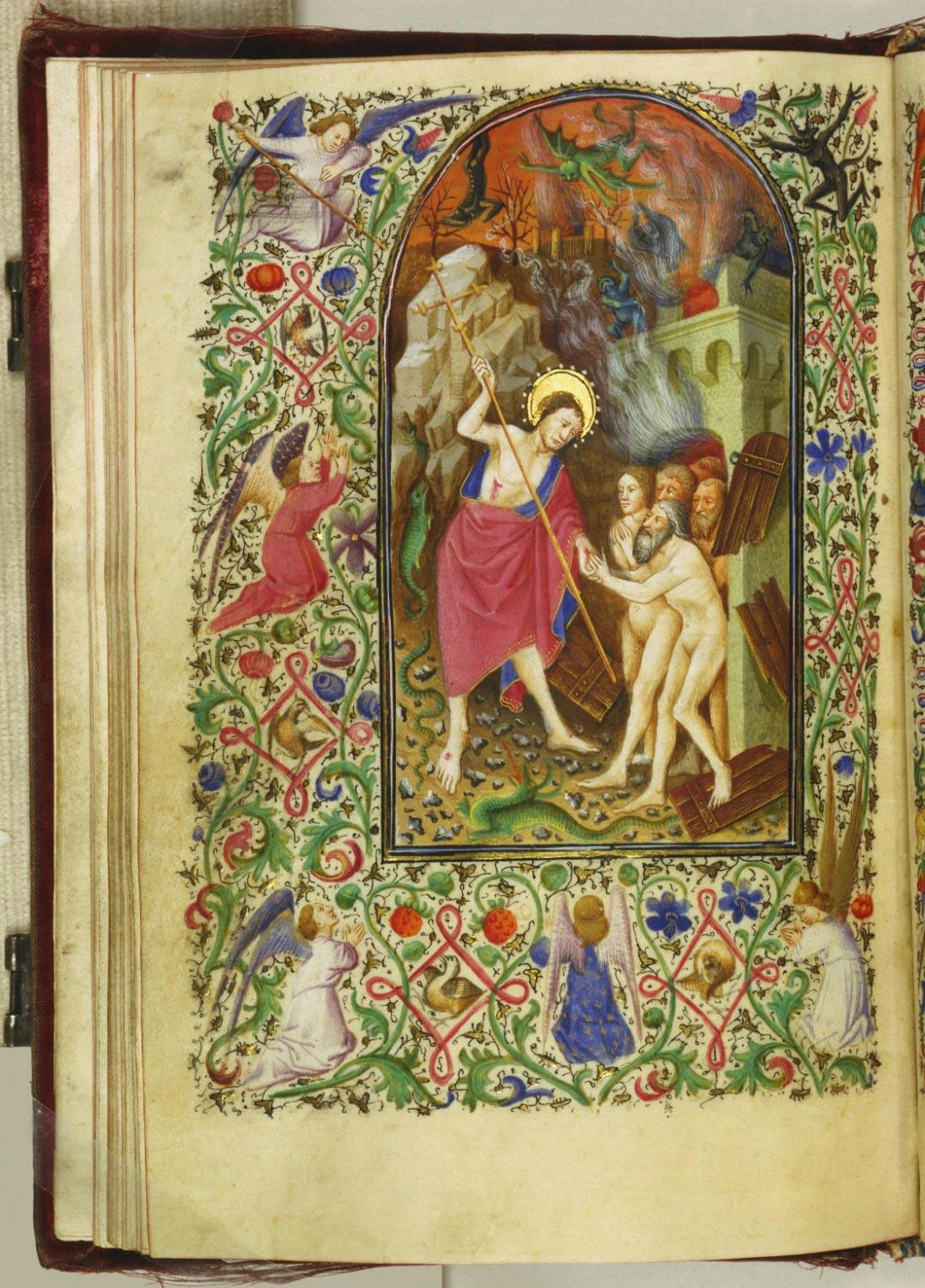
Miniature des Heures Collins, Philadelphia Museum of Art.

Le style de l'artiste a été identifié pour la première fois par l'historien de l'art américain John Plummer à partir du manuscrit conservé au Philadelphia Museum of Art. Les manuscrits qui lui sont alors attribués le localisent alors à Amiens dans les années 1440. Il appartient à un groupe d'artistes enlumineurs amiénois influencés par l'enluminure parisienne, dont le Maître du Morgan 453 notamment, puis par l'art flamand.
Il a été proposé d'identifier cet artiste à Jean Marmion, père de Simon Marmion, peintre signalé dans les archives de la ville entre 1426 et 1449. Sans être originaire de la ville, il habite alors le quartier Saint-Leu et semble bien implanté parmi les notables amiénois.

## Œuvre

### Peintures attribuées

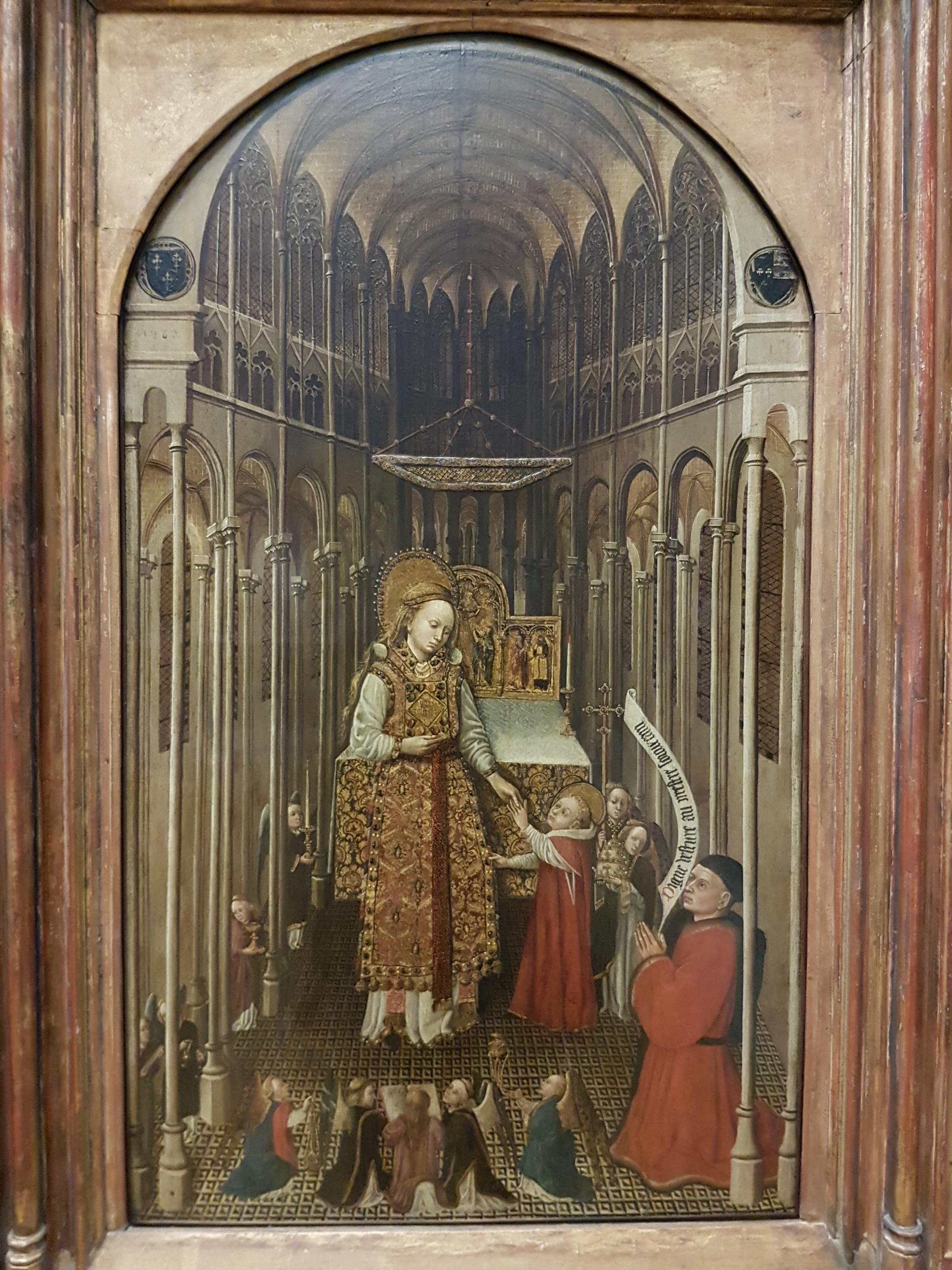
Le Sacerdoce de la Vierge, musée du Louvre.

- Le Sacerdoce de la Vierge, 1437, tableau commandé par Jehan de Bos pour la confrérie du Puy de la Vierge d'Amiens, Musée du Louvre, RF 1938-63[4]
- Triptyque avec des scènes de la vie du Christ, vers 1440 (auparavant attribué à Louis Alincbrot) Musée du Prado[5]

### Manuscrits attribués
- Heures à l'usage de Rome, dites, Heures Collins, 26 miniatures, vers 1445-1450, Philadelphia Museum of Art, 1945-65-4[6], 4 miniatures détachée dont l'une acquise par le Musée de Cluny en 2020 (Femme en prière, Cl. 23945)[7]
- Heures à l'usage d'Amiens, commandées pour Thiébaut de Luxembourg, 23 miniatures, vers 1440, Bibliothèque royale de Belgique, Ms.9785
- Livre d'heures pour un membre de la famille Le Rat, Baltimore, Walters Art Gallery, MS 262 (atelier)